# Productions de Danja
Cet article présente la liste des productions musicales réalisées par Danja.

## 2004

### Lloyd Banks-The Hunger for More
- 06. I'm So Fly (produit avec Timbaland)

### Utada-Exodus
- 03. Exodus '04 (produit avec Timbaland)
- 12. Wonder 'Bout (remixé par Timbaland)
- 13. Let Me Give You My Love (produit avec Timbaland)

### Xzibit-Weapons of Mass Destruction
- 09. Hey Now (Mean Muggin) (feat. Keri Hilson) (produit par Timbaland)

## 2005

### Nickelus F
- 00. I Am What I Am (produit avec Tommy Hittz)

### Wyld -???
- 00. Hey
- 00. Drankin'

### CaliStylz
- 00. Big Dreams
- 00. Buewtiful Thang
- 00. Pink Pantha (featuring O)
- 00. Motivation On 100 (featuring O)
- 00. Shatiez (featuring Wyld & Smoke)
- 00. Patty Cake (featuring Wyld & Hollow)
- 00. 64 Leanin' (coproduit par Rikki Allsum)
- 00. What It Does
- 00. That Dopica
- 00. To The Top (featuring Nick Rage)

### J-EyE-???
- 00. Say What huh

### Justin Timberlake- Bande originale deGang de requins
- 03. Good Foot (produit avec Timbaland)

### The Game-The Documentary
- 09. Put You on the Game (produit avec Timbaland)

### The Black Eyed Peas-Monkey Business
- 03. My Style (featuring Justin Timberlake) (produit avec Timbaland)

### The Notorious B.I.G.-Duets: The Final Chapter
- 04. Whatchu Want (featuring Jay-Z)

### Keri Hilson- Bande originale deIn The Mix
- 05. Hands & Feet

### Ginuwine-Back II Da Basics
- 09. Betta Half

## 2006

### Nelly Furtado-Loose
- 01. Afraid (feat. Attitude)  (produit avec Timbaland)
- 02. Maneater (produit avec Timbaland)
- 03. Promiscuous (featuring Timbaland) (produit avec Timbaland)
- 04. Glow (produit avec Timbaland)
- 05. Showtime
- 06. No Hay Igual (produit avec Timbaland & Nisan Stewart)
- 08. Say It Right (produit avec Timbaland)
- 09. Do It (produit avec Timbaland)
- 11. Wait For You (produit avec Timbaland)
- 12. All Good Things (Come To An End) (produit avec Timbaland)
- 00. Maneater (Remix) (featuring Lil' Wayne) (produit avec Timbaland)

### Justin Timberlake-FutureSex/LoveSounds
- 01. FutureSex/LoveSounds (produit avec Timbaland & Justin Timberlake)
- 02. SexyBack (featuring Timbaland) (produit avec Timbaland & Kalin Cox)
- 03. Sexy Ladies - Let Me Talk to You (Prelude) (produit avec Timbaland)
- 04. My Love (featuring T.I.) (produit avec Timbaland)
- 05. LoveStoned/I Think She Knows (Interlude) (produit avec Timbaland & Justin Timberlake)
- 06. What Goes Around...Comes Around (produit avec Timbaland & Justin Timberlake)
- 07. Chop Me Up (featuring Timbaland & Three 6 Mafia) (produit avec Timbaland & Justin Timberlake)
- 09. Summer Love / Set the Mood (Prelude) (produit avec Timbaland & Justin Timberlake)
- 10. Until the End of Time (featuring The Benjamin Orchestra Wright) (produit avec Timbaland & Justin Timberlake)
- 11. Losing My Way (produit avec Timbaland & Justin Timberlake)
- 12. Until the End of Time (featuring Beyoncé) (produit avec Timbaland & Justin Timberlake) [DELUXE EDITION VERSION]

### Lloyd Banks- Bande originale deLittle Man
- ??. My House (featuring 50 Cent) (produced with Timbaland)

### Diddy-Press Play
- 08. Wanna Move (featuring Ciara, Big Boi & Scar) (production additionnelle par Big Boi)
- 09. Diddy Rock (featuring Timbaland, Twista & Shawnna)
- 14. After Love (featuring Keri Hilson) (produit avec Timbaland)

### Paula DeAnda-Paula DeAnda
- 03. Easy (featuring Lil' Wayne) (production additionnelle par Timbaland)

Note : Il a également produit le titre en version espagnole

### Jeannie Ortega-No Place Like BKLYN
- 00. So Done (Remix)

### Snoop Dogg-Tha Blue Carpet Treatment
- 07. Get a Light (featuring Damian Marley) (produit avec Timbaland)

### Danity Kane-Danity Kane
- 03. Want It (produit avec Timbaland)
- 04. Right Now (produit avec Timbaland)

### Fantasia Barrino-Fantasia
- 09. Uneligible
- 12. Bore Me (Yawn)
- 15. Girl Like Me

### Keshia Chanté-2U
- 11. Too Much

## 2007

### Katharine McPhee-Katharine McPhee
- 01. Love Story
- 03. Open Toes
- 05. Not Ur Girl
- 06. Each Other
- 07. Dangerous
- 11. Neglected

### 8 Ball & MJG-Ridin High
- 01. Intro
- 04. Turn Up the Bump

### Björk-Volta
- 01. Earth Intruders (produit avec Björk & Timbaland)
- 04. Innocence (produit avec Björk & Timbaland)
- 08. Hope (coproduit avec Björk & Timbaland)

### DJ Khaled-We The Best
- 03. We Takin' Over (featuring Akon, T.I., Rick Ross, Fat Joe, Birdman & Lil' Wayne)

### Timbaland-Timbaland Presents Shock Value
- 02. Give It to Me (featuring Nelly Furtado & Justin Timberlake) (coproduit avec Timbaland)
- 04. The Way I Are (featuring Keri Hilson & D.O.E.) (coproduit avec Timbaland)
- 06. Come & Get Me (featuring 50 Cent & Tony Yayo) (coproduit avec Timbaland)
- 08. Boardmeeting (featuring Magoo) (coproduit avec Timbaland)
- 10. Scream (featuring Keri Hilson & Nicole Scherzinger) (coproduit avec Timbaland)
- 11. Miscommunication (featuring Keri Hilson & Sebastian)

### Timbaland- Give It to Me (Laff at Em) (Remix) -Single
- 00. Give It to Me (Laff at Em) (Remix) (featuring Justin Timberlake & Jay-Z) (coproduit avec Timbaland)

### Wyld Money -Street Power(Mixtape)
- 03. Chitty Rollin'
- 04. Ease Off Me
- 05. Recognize (Bring To The Streetz)
- 07. Street Power (featuring O)
- 08. Tuff Muthafucka (Cock That, Pop That)
- 09. Cocky (featuring Freeway)
- 11. I Get U Nigga
- 12. Is U Wit Me

### T.I.-T.I. Vs T.I.P.
- 07. Hurt (featuring Alfa Mega & Busta Rhymes)
- 16. Tell 'Em I Said That
- 17. Respect This Hustle

### 50 Cent-Curtis
- 07. Ayo Technology (featuring Justin Timberlake & Timbaland) (coproduit avec Timbaland)

### B5-Don't Talk, Just Listen
- 06. Tear Drops

### Trey Songz-Trey Day
- 03. Wonder Woman

### Britney Spears-Blackout
- 01. Gimme More
- 04. Break the Ice
- 06. Get Naked (I Got a Plan)
- 09. Hot as Ice
- 11. Perfect Lover
- 13. Outta This World
- 15. Get Back

### Duran Duran-Red Carpet Massacre
- 01. The Valley (produit avec Duran Duran & Jimmy Douglass)
- 02. Red Carpet Massacre (produit avec Duran Duran & Jimmy Douglass)
- 03. Nite Runner (featuring Justin Timberlake & Timbaland) (produit avec Duran Duran, Justin Timberlake & Timbaland)
- 05. Box Full O' Honey (produit avec Duran Duran & Jimmy Douglass)
- 06. Skin Divers (featuring Timbaland) (produit avec Timbaland & Duran Duran)
- 07. Tempted (produit avec Duran Duran & Jimmy Douglass)
- 08. Tricked Out (produit avec Duran Duran & Jimmy Douglass)
- 09. Zoom In (produit avec Duran Duran & Timbaland)
- 10. She's Too Much (produit avec Duran Duran & Jimmy Douglass)
- 11. Dirty Great Monster (produit avec Duran Duran & Jimmy Douglass)
- 12. Last Man Standing (produit avec Duran Duran & Jimmy Douglass)

### Natasha Bedingfield-N.B./Pocketful of Sunshine
- 11. Not Givin' Up

### Yung Berg-lmost Famous EP
- 06. Painkiller (featuring Nikki Flores)

### Nikki Flores-This Girl(non commercialisé)
- 03. Suffocate
- 05. Painkiller
- 11. Beautiful Boy

## 2008

### Layzie Bone-Thugz Nation
- 06. Bone Thug Boyz (feat. Krayzie Bone & Wish Bone)

### Simple Plan-Simple Plan
- 01. When I'm Gone (produit avec Dave Fortman)
- 03. The End (produit avec Dave Fortman)
- 04. Your Love Is a Lie (produit avec Dave Fortman)
- 06. Generation (produit avec Dave Fortman & Max Martin)

### Bande originale deSexy Dance 2
- 11. Bayje - Impossible
- 14. KC - Say Cheese

### Fat Joe-The Elephant in the Room
- 04. Cocababy (featuring Jackie Rubio)

### Danity Kane-Welcome to the Dollhouse
- 02. Bad Girl (featuring Missy Elliott)
- 04. Pretty Boy (produit avec The Clutch)
- 05. Strip Tease
- 00. Stop Time

### Day26-Day26
- 03. In My Bed

### Mariah Carey-E=mc2
- 01. Migrate (featuring T-Pain)

### Calistylz -Calistylulated: The Animation(Mixtape)
- 03. Two In Da Mournin
- 10. Make It Happen
- 12. Rock Hard (featuring Owe)
- 15. Real Live
- 19. Pattycake (featuring Smoke, Wyld & Hollow)
- 20. Downtown (featuring Hollow)
- 21. Top Guinna

### Lil Mama-VYP: Voice of the Young People
- 06. What It Is (Strike a Pose) (featuring T-Pain)

### Madonna-Hard Candy
- 02. 4 Minutes (produit avec Timbaland & Justin Timberlake)
- 05. Miles Away (produit avec Timbaland & Justin Timberlake)
- 11. Devil Wouldn't Recognize You (produit avec Timbaland & Justin Timberlake)
- 12. Voices (produit avec Timbaland & Justin Timberlake et coproduit par Hannon Lane)

### Usher-Here I Stand
- 13. Appetite

### Wyld Money -Street Power 2(Mixtape)
- 01. Intro
- 02. I'm a Go Hard
- 05. Money Maker (featuring  Hollow & Owe)
- 07. Baby I See You (featuring  Owe & Smoke)
- 08. I'm Da Shit (featuring  Hollow)
- 10. No Longer
- 11. Love In Lenox
- 12. Can I Get That
- 16. Last of a Fast Dying Breed

### Donnie Klang-Just a Rolling Stone
- 08. Catch My Breath

### T.I.-Paper Trail
- 07. No Matter What

### DJ Khaled-We Global
- 08. She's Fine Feat. Missy Elliott, Sean Paul & Busta Rhymes

### Pink-Funhouse
- 02. Sober (produit avec Jimmy Harry & Tony Kanal)

### Britney Spears-Circus
- 04. Kill the Lights
- 08. Blur
- 15. Rock Boy (iTunes bonus track)
- 00. Abroad (non commercialisée)
- 00. Take the Bait (non commercialisée)
- 00. Flame Thrower (non commercialisée)

## 2009

### Keri Hilson-In a Perfect World...
- 03. Get Your Money Up (produit avec Polow da Don)
- 05. Knock You Down (feat. Ne-Yo & Kanye West)
- 08. Intuition (production additionnelle)
- 09. How Does It Feel (produit avec Timbaland)
- 11. Tell Him The Truth
- 14. Where Did He Go? (produit avec Timbaland)
- 15. Quicksand (Titre bonus sur Amazon)

### Whitney Houston-I Look to You
- 02. Nothin' But Love
- 09. For The Lovers

### Ciara-Fantasy Ride
- 04. Turntables (featuring Chris Brown)
- 08. Work (featuring Missy Elliott)
- 14. Echo (Titre bonus Deluxe Edition)

### Busta Rhymes-Back on My B.S.
- 04. Shoot for the Moon
- 00. Freakin' You (featuring Missy Elliott & Ne-Yo)

### Esmée Denters-Outta Here
- 11. Casanova (featuring Justin Timberlake)

### Kevin Cossom-Hook vs. Bridge - The Mixtape
- 01. She Got a Boyfriend
- 04. Relax (featuring Snoop Dogg)
- 08. My Ex (Remix) (featuring Joe Budden)
- 10. Withdrawals
- 14. Hang Over My Head
- 15. My Ex (Original Version) (feat. Rick Ross)

### T.I.-Paper Trail: Case Closed EP
- 05. Hell of a Life

### Snoop Dogg-Malice n Wonderland
- 08. That's tha Homie

## 2010

### Madonna-Hard Candy(chansons non utilisées) (2008)
- Across The Sky (produit avec Timbaland)
- Animal (produit avec Timbaland)
- Latte (La La) (produit avec Timbaland)

### Ciara- titres non commercialisés
- One More Dance
- This Is What Love Is
- Turn It Up

### Rick Ross-Teflon Don
- 07. No. 1

### Usher-Raymond vs. Raymond
- 11. So Many Girls

### T.I.-No Mercy
- 11. Everything on Me

### Diddy-Dirty Money-Last Train to Paris
- 03. Yeah Yeah You Would (featuring Grace Jones)
- 06. Hate You Now
- 14. Hello Good Morning (feat. T.I.)

### Keri Hilson-No Boys Allowed(2010)
- 07. Toy Soldier
- So Good (Deluxe Edition)

### Jamie Foxx-Best Night of My Life
- 05. Freak (feat. Rico Love)

### M.I.A.-Vicki Leekx
- 12. Bad Girls

## 2011

### Jennifer Lopez-Love?
- 11. Starting Over

### DJ Khaled-We the Best Forever
- 07. Sleep When I'm Gone  Feat. Cee-Lo Green, Game & Busta Rhymes

### Cody Simpson-Coast to CoastEP
- 01. Good As It Gets
- 02. Crazy But True

### Joe Jonas-Fastlife
- 01. All This Time
- 04. Love Slayer
- 06. Make You Mine
- 09. Not Right Now
- 10. Take It And Run

### Mary J. Blige-My Life II... The Journey Continues (Act 1)
- 04. Next Level (featuring Busta Rhymes)
- 08. No Condition

## 2012

### Usher-Looking 4 Myself
- 4. "I Care for U"
- 5. "Show Me"

### Tank-This Is How I Feel
- 7.   "This Is How I Feel"

### Chris Brown-Fortune
- 3. "Till I Die" Feat. Big Sean & Wiz Khalifa

### Brandy-Two Eleven
- 14. "Can You Hear Me Now?"

### Wiz Khalifa-O.N.I.F.C.
- 17.  "Medicated" (featuring Chevy Woods & Juicy J)

### Luke James-Whispers in the Dark
- 01. "Intro"
- 02. "Hurt Me"
- 03. "Oh God Feat. Hit-Boy"
- 04. "Be Bad"
- 05. "Heart Beat"
- 06. "Strawberry Vapors"
- 08. "Love Chile"
- 09. "The Audacity (Interlude)"
- 11. "Outro"

## 2013

### Wyld -Street Power 3
- 01. "Intro"
- 02. "Bass Out Tha Trunk"
- 03. "So Hella" feat. Future
- 04. "Underworld" feat. Luke James
- 05. "What's Your Life Like"
- 06. "Night Night" feat. Danja
- 07. "Fadin"
- 08. "Better Quality"
- 09. "10,000,000" feat. Danja
- 10. "Ego Man"
- 11. "Street Propaganda" feat. Owe & The Clipse
- 12. "Hourglass"
- 13. "Credits Roll"

### Kelly Rowland-Talk a Good Game
- 01. "Freak"

### M.I.A.-The Bling Ring(Original Motion Picture Soundtrack)
- 04. "Bad Girls"

## 2014

### Kid Ink-My Own Lane
- 02. "The Movement"

### Eric Bellinger -The Rebirth
- 15. "Amateur Night"

### Fat Joe
- 01. "Stressin'" (feat. Jennifer Lopez)

### Chris Brown-X
- 02. "Add Me In"
- 09. "Stereotype"

### Luke James-Luke James
- 01. "Love XYZ"
- 05. "The Run"
- 07. "Exit Wounds"
- 08. "TimeX (Interlude)"
- 10. "Insane/Bombin' Out (Interlude)"

## 2015

### Jason Derulo-Everything is 4
- 11. "X2CU"

### GhosMerck -Distorted Noize
- 10. "Throw It Up" [1]

### Rico Love-Days Go By(Promo)
- 00 "Days Go By" [2]

### Caligula -Road 2 Riches(Promo)
- 00 "Road 2 Riches" [2]

### Meek Mill-Dreams Worth More Than Money
- 13. "Stand Up"

## Source
- (en) Cet article est partiellement ou en totalité issu de l’article de Wikipédia en anglais intitulé « Danja production discography » (voir la liste des auteurs).

- Cet article est partiellement ou en totalité issu de l'article intitulé « Danja (producteur) » (voir la liste des auteurs).